# Kanton Mussidan
Kanton Mussidan (francouzsky Canton de Mussidan) je francouzský kanton v departementu Dordogne v regionu Akvitánie. Tvoří ho 11 obcí.

## Obce kantonu
- Beaupouyet
- Bourgnac
- Mussidan
- Saint-Étienne-de-Puycorbier
- Saint-Front-de-Pradoux
- Saint-Laurent-des-Hommes
- Saint-Louis-en-l'Isle
- Saint-Martin-l'Astier
- Saint-Médard-de-Mussidan
- Saint-Michel-de-Double
- Sourzac